# Oloferne

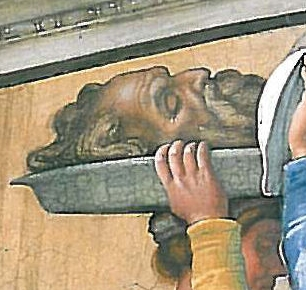
Oloferne decapitato - particolare dalla Cappella Sistina

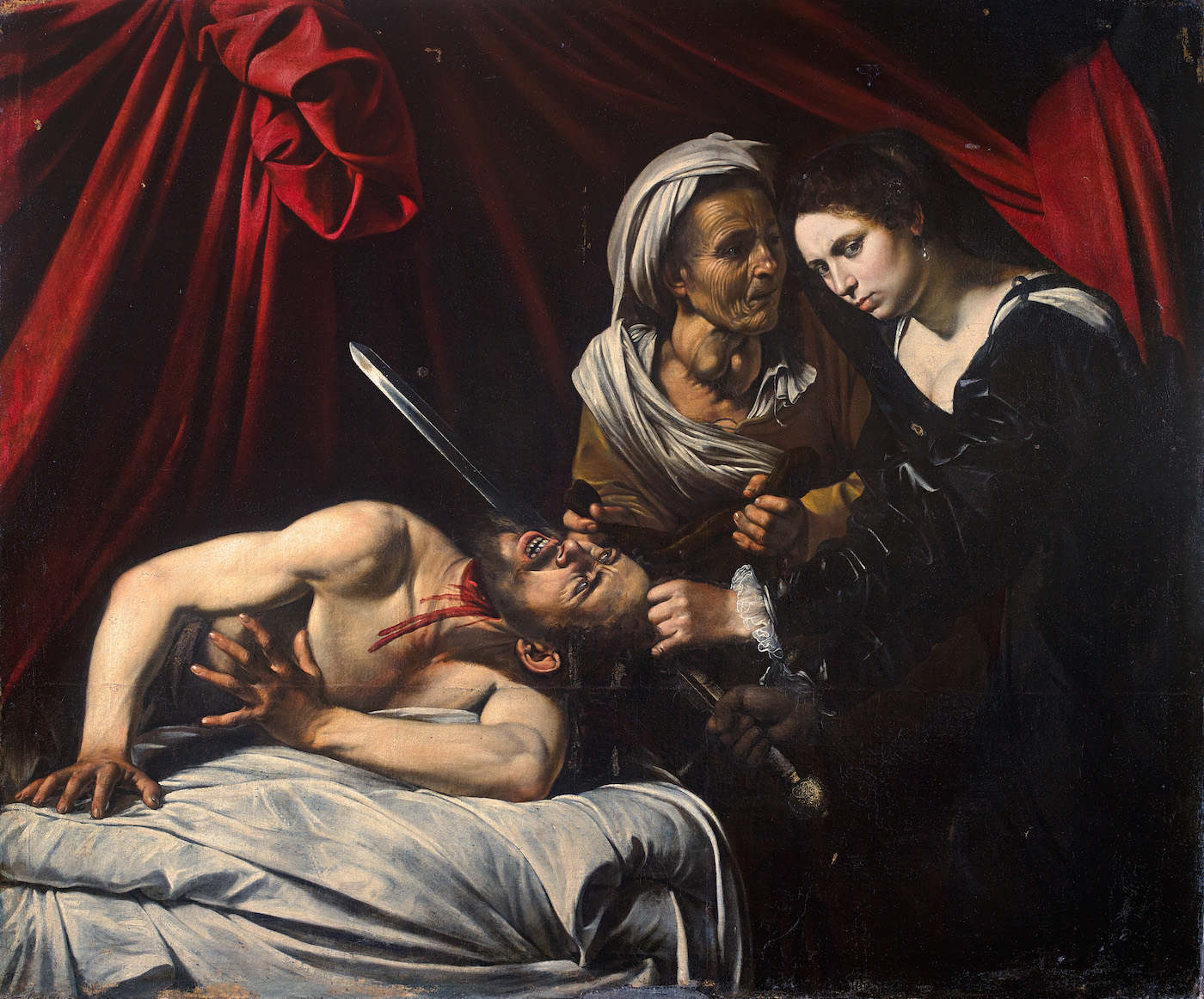
Giuditta e Oloferne, dipinto di Louis Finson

Oloferne è una figura biblica. Condottiero dell'esercito babilonese che assediava Betulia, fu ucciso da Giuditta.

## Oloferne nella Bibbia
Oloferne era un generale al soldo di Nabucodonosor II. Dopo aver conquistato vari territori, assediò Betulia e Betomenstaim in Giudea. Durante quei frangenti Giuditta, donna ebrea coraggiosa e intelligente, si introdusse nell'accampamento di Oloferne dicendogli di aver tradito il proprio popolo, e dopo averlo ubriacato lo decapitò, lasciando così l'esercito assiro senza comandante.
La storia di Oloferne è raccontata nel Libro di Giuditta che, scritto verso il II secolo a.C., è entrato piuttosto tardi e dopo alcune incertezze - nel 382 d.C. in Occidente e nel 692 d.C. in Oriente - nella Bibbia cattolica e ortodossa, mentre è stato escluso dalla Bibbia ebraica e da quella protestante. Secondo gli studiosi della École biblique et archéologique française (i curatori della cattolica Bibbia di Gerusalemme), tale testo è caratterizzato da una notevole noncuranza nei confronti di storia e geografia. Ad esempio, il cammino compiuto dall'esercito di Oloferne è del tutto inverosimile e cita alcune città storicamente non conosciute e altre invece note ma riportate in modo geograficamente non coerente. Anche le città di Betulia e Betomestaim sono storicamente sconosciute, nonostante le precisazioni topografiche su Betulia - la città al centro della narrazione nel libro - presentata in posizione strategica per il controllo dell'accesso verso la Giudea; inoltre il tragitto di Oloferne e del suo esercito è una «"sfida" alla geografia» e l'autore del resoconto non conosce la geografia della regione. Oloferne, inoltre, era un condottiero babilonese e non, come citato in Giuditta, assiro.

## La figura di Oloferne nella letteratura successiva e nell'arte
Oloferne è divenuto figura proverbiale di superbia punita, e come tale è citato da Dante nel Purgatorio:
(Divina Commedia, Purgatorio, canto XII, vv. 58 - 60)
L'episodio biblico concernente Oloferne è stato rappresentato da diversi pittori, tra cui Sandro Botticelli (in un dittico), Michelangelo (entro un pennacchio della volta nella Cappella Sistina), Giorgione, Caravaggio, Artemisia Gentileschi, Rubens e Gustav Klimt.

## La figura di Oloferne nella musica
- Oloferne è tra i personaggi dell'unico oratorio a noi pervenutoci di Antonio Vivaldi, Juditha triumphans devicta Holofernis barbarie (RV 644). Viene rielaborata dall'autore la vicenda biblica della sconfitta assira dopo la presa della città ebrea di Betulia dal libretto di Jacopo Cassetti. Il ruolo di Oloferne è interpretato nell'opera da un contralto.

- Viene citato nella canzone Abbi cura di te di Highsnob e Hu presentata al festival di Sanremo '22:

...e vincere battaglie non mi serve mica
perché questa è una guerra in cui si perde sempre
e io perdo la testa come Oloferne...
(Highsnob e Hu – Abbi cura di te)
- Viene citato nel ritornello della canzone Fango di Fracm, uscita il 1º maggio 2024: "Perdo la testa come Oloferne, non ti libero le mani, allora, dimmi come ci si sente?"